# エウリディーチェ

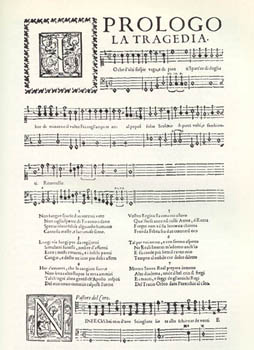
プロローグ部分の楽譜

『エウリディーチェ』(L'Euridice)は、ヤコポ・ペーリが作曲したオペラ。現存する世界最古のオペラ作品である。

## 作品の背景
フィレンツェで16世紀末から活動していた芸術家集団「カメラータ」による、古代ギリシア悲劇を再興させようとする試みの中で生み出された作品である。ペーリは、この作品でモノディ様式を駆使しており、また、『エウリディーチェ』の序文で、語りの部分における音高の変化と、歌の音程のある動きとが古代ギリシア演劇の理論において区別されていたことに触れ、語りと歌の中間をいく、古代ギリシアの人々が英雄詩の吟唱に用いていたと考えられるものを見いだそうとしたと述べている。通奏低音が据え置かれる中、歌唱声部は協和音と不協和音の間を行き来し、特に強調すべき音節（単語）に達した際には、協和音となるように留意した。
なお、ペーリは、オッターヴィオ・リヌッチーニと組む形で1598年に音楽劇《ダフネ》を制作・発表していたが、この作品の音楽は失われている。

## 台本
台本は、ギリシア神話に基づき、リヌッチーニによって書かれた。

## 初演
1600年10月、フランス王アンリ4世とマリーア・デ・メディチの婚礼の催し物として、フィレンツェのピッティ宮殿において初演された。

## カッチーニとの関係
ペーリと同じくカメラータのメンバーであった、ジュリオ・カッチーニは、この作品の初演に際して、自らが関与している歌手が出演する場面ではペーリの楽曲を歌わせようとせず、カッチーニの手による楽曲に差し替えを行なった。1601年、ペーリとカッチーニは、改めてそれぞれの手による《エウリディーチェ》を公にしている。

## 登場人物
- 悲劇（ソプラノまたはメゾソプラノ）
- エウリディーチェ（ソプラノ）
- オルフェオ（テノール）
- アルチェートロ（バリトン）
- ティルシ（テノール）
- アミンタ（テノール）
- ダフネー（ソプラノ）
- ヴェーネレ（ソプラノまたはアルト）
- プルトーネ（バス）
- プロセルピナ（アルト）
- カロンテ（バス）
- ニンファと牧人の合唱
- 地獄の霊と神々の合唱

## 編成
初演の際にはハープシコード、キタローネ、リラ、リラ・グランデ、リュート・グロッソなどが用いられた。

## あらすじ

### プロローグ
「悲劇」と名付けられた登場人物により、有節歌曲の形式で、王室の婚礼に対する祝福の言葉が歌われる。

### トラーキアの野
オルフェオとエウリディーチェの婚礼の場面から始まる。エウリディーチェが自らの幸福な気持ちを歌い、仲間のニンフたちともに去る。オルフェオが友人たちと現れ、「過去の苦しみも今は幸せに変わった」と歌い、ティルシが婚礼の神を称えて「こよなく美しい星が清らかに燃える中で」と歌う。しかし、ダフネーが現れて、エウリディーチェが毒蛇に脚を噛まれて死んだ、と告げる。オルフェオはエウリディーチェを取り戻しに行く決意を固め、「私は泣かない、嘆かない」と歌う。

### 地獄
オルフェオは、女神ヴェーネレの導きで地獄の入口にたどり着く。ヴェーネレは、「あとは自分の音楽の力で進むように」と告げて立ち去る。オルヴェオが「私の涙に泣け、地獄の霊たちよ」と歌うと、地獄の王プルトーネは憤るが、オルフェオの歌声に感動したプロセルピナやカロンテに促され、地獄の掟を破り、オルフェオにエウリディーチェを返す決断をする。

### トラキアの野
友人たちがオルフェオの安否を気遣っていると、エウリディーチェを連れてオルフェオが現れる。オルフェオは「私の歌に喜べ、緑の森よ」と歌い、エウリディーチェが続いて「この喜ばしい大気の中で」を歌う。一同がオルフェオの音楽の素晴らしさを讃えて幕となる。